# Hans-Michael Heise
Hans-Michael Heise (* 5. Mai 1937 in Hildesheim) war Oberkreisdirektor im Landkreis Grafschaft Hoya (1974 bis 1977) und im Landkreis Diepholz (1977 bis 2001). Er lebte von 1974 bis 2001 in Syke und arbeitete von 1974 bis 1977 ebendort und von 1977 bis 2001 in Diepholz. Heise förderte in seiner Amtszeit insbesondere Kunst und Kultur im Landkreis Grafschaft Hoya respektive im Landkreis Diepholz. So wurde in seiner Amtszeit die Kreismusikschule des Landkreises Diepholz gegründet und der Kulturpreis des Landkreises Diepholz geschaffen. Heise ist außerdem Autor.

## Leben
Hans-Michael Heise war nach dem Abitur am Gymnasium Ulricianum in Aurich, dem Studium der Rechtswissenschaft in Marburg und Göttingen und der Referendarausbildung im Bezirk des Oberlandesgerichts Oldenburg und der Hochschule für Verwaltungswissenschaften in Speyer zunächst als Rechtsanwalt in Aurich tätig. Am 5. Mai 1967 trat er seinen Dienst beim Präsidenten des niedersächsischen Verwaltungsbezirks Oldenburg als Dezernent für Kultur und Naturschutz an. Vom 1. August 1968 bis zum 31. Mai 1974 war er beim Landkreis Cloppenburg Allgemeiner Vertreter des Oberkreisdirektors. Zu seinen Aufgaben gehörte dabei auch die Mitwirkung in der Geschäftsführung des Museumsdorfes Cloppenburg und des Zweckverbandes Thülsfelder Talsperre.

## Mitwirkung in Gremien
Heise wirkte in zahlreichen Gremien mit, so war er unter anderem bis zu seinem Ausscheiden als Oberkreisdirektor vom 1. Juni 1974 an Vorsitzender des Verwaltungsrats der Kreissparkasse Syke und von 1982 an zugleich Vorsitzender des Verwaltungsrats der Kreissparkasse Grafschaft Diepholz. Seit dem 1. Dezember 1977 war er Vorsteher des Hunte-Wasserverbandes, ab 16. Dezember 1981 Vorsitzender des Vereins Freunde des Kreismuseums des Landkreises Diepholz, seit 1985 Präsident des Kuratoriums der Stiftung Naturschutz im Landkreis Diepholz, ab 10. April 1990 Vorsitzender des Kreisverbandes Diepholz im Volksbund Deutsche Kriegsgräberfürsorge. Er ist Ehrenvorsitzender des von ihm mitgegründeten Vereins Landschaftsverband Weser-Hunte, dessen Vorsitzender er vom 25. Februar 1991 an war. Außerdem ist er Ehrenvorsitzender des DRK-Kreisverbandes Diepholz. Von 1975 bis 1996 war er Vorsitzender des DRK-Kreisverbandes Grafschaft Hoya und von 1978 bis 1996 zugleich Vorsitzender des DRK-Kreisverbandes Grafschaft Diepholz, von 1996 bis 1999 Vorsitzender der beiden zusammengeschlossenen Kreisverbände. Als Vorsitzender der regionalen Arbeitsgemeinschaft der Gemeinsamen Landesplanung Bremen/Niedersachsen war er an der Erarbeitung des regionalen Entwicklungskonzepts beteiligt. Wegen der Kapitalbeteiligung des Landkreises Diepholz war Heise den größten Teil seiner Amtszeit Aufsichtsratsvorsitzender der Privatbahnen Verkehrsbetriebe Grafschaft Hoya (VGH), Bremisch-Hannoversche Kleinbahn/Bremisch-Hannoversche Eisenbahn (BHE) und Delmenhorst-Harpstedter Eisenbahn (DHE). Zudem war er Aufsichtsratsvorsitzender der Kreiskrankenhäuser Diepholz, Bassum und Sulingen, sowie der Abfallwirtschaftsgesellschaft Bassum des Landkreises. Mitglied im Aufsichtsrat des regionalen Stromversorgungsunternehmens Hastra/Avacon war er während seiner gesamten Amtszeit.
Er ist Träger der Deutsche Feuerwehr-Ehrenmedaille des Deutschen Feuerwehrverbandes. Seit 1957 ist Heise Mitglied der Studentenverbindung Clausthaler Wingolf zu Marburg.